# 1995년 6월
| 1995년: 1월 · 2월 · 3월 · 4월 · 5월 · 6월 · 7월 · 8월 · 9월 · 10월 · 11월 · 12월 |

| <          | 1995년 6월 | 1995년 6월 | 1995년 6월  | 1995년 6월 | 1995년 6월 | >          |
| 일         | 월         | 화         | 수          | 목         | 금         | 토         |
|            |            |            |             | 1 5.4 계해 | 2 5 갑자   | 3 6 을축   |
| 4 7 병인   | 5 8 정묘   | 6 9 무진   | 7 10 기사   | 8 11 경오  | 9 12 신미  | 10 13 임신 |
| 11 14 계유 | 12 15 갑술 | 13 16 을해 | 14 17 병자  | 15 18 정축 | 16 19 무인 | 17 20 기묘 |
| 18 21 경진 | 19 22 신사 | 20 23 임오 | 21 24 계미  | 22 25 갑신 | 23 26 을유 | 24 27 병술 |
| 25 28 정해 | 26 29 무자 | 27 30 기축 | 28 6.1 경인 | 29 2 신묘  | 30 3 임진  |            |

| 편집하기 |

## 1995년6월 29일
- 오후 6시 서울 서초구 서초동의 삼풍백화점이 붕괴하였다.

## 1995년6월 27일
- 지방의회 의원 및 지방자치단체의 장을 선출하는 제1회 전국동시지방선거가 실시되다.